# محمد الاسود
محمّد محمود الاَسوَد (۶ ژانویه ۱۹۴۳ – ۸ مارس ۱۹۷۳) نظامی فلسطینی و یکی از برجسته‌ترین رهبران جبهه خلق برای آزادی فلسطین در نوار غزه بود.در بیست سالگی به جنبش ملی‌گرای عرب پیوست. او عضو دفتر سیاسی جبهه مردمی برای آزادی فلسطین و فرمانده نیروهای آن در نوار غزه شد. از نگاه جبهه، او مبارزی سرسخت و رهبری شجاع بود و با لقب «چه گوارای غزه» معروف شد. در سلسله مراتب سازمانی پیشرفت کرد تا اینکه به مقام معاون فرماندهٔ نظامی رسید. سپس مسئولیت نظامی را بر عهده گرفت و تا تاریخ کشته شدنش، فرماندهی عملیات نظامی جبهه مردمی برای آزادی فلسطین در نوار غزه را بر عهده داشت. از او به عنوان یک «شهید» یاد می‌شود.

## زندگی و پیشه
محمّد محمود مصلح الاسود در ۶ ژانویهٔ ۱۹۴۳ در حیفا متولد شد.  به همراه خانواده‌اش پس از نکبت ۱۹۴۸ به نوار غزه پناهنده شدند و در یکی از اردوگاه‌های آنروا ساکن شدند. محمد الاسود تحصیلات ابتدایی و متوسطه خود را در آنجا گذراند. سعی کرد تحصیلات دانشگاهی خود را در مصر به پایان برساند، اما خانواده‌اش قادر به حمایت از او نبودند، بنابراین تحصیل را رها کرد و پس از یک سال به غزه بازگشت و در آنجا به عنوان یک کارمند ساده مشغول به کار شد.
او در سنین پایین، در بیست سالگی به جنبش ملی‌گرای عرب پیوست. او در تمام زمینه‌ها، چه از نظر فکری و چه از نظر تشکیلاتی، فعال شد و به یکی از فعال‌ترین اعضای تشکیلات در بخش تبدیل شد. پس از جنگ ۱۹۶۷، وظیفه سازماندهی هسته‌های این جنبش در غزه به او محول شد. وقتی جبهه خلق برای آزادی فلسطین در ۱۱ دسامبر ۱۹۶۷ تأسیس شد، او یکی از برجسته‌ترین رهبران آن در نوار غزه تعیین شد. او در ۱۵ ژانویه ۱۹۶۸ توسط مقامات اسرائیل به دلیل فعالیت‌هایش دستگیر شد و به مدت دو سال و نیم در زندان ماند. در مهٔ ۱۹۷۰ آزاد شد.
محمد الاسود پس از آزادی، به چین فرستاده شد و در آنجا آموزش نظامی خوبی دید. سپس از طریق لبنان به نوار غزه بازگشت و فرماندهی نیروهای جبههٔ خلق برای آزادی فلسطین در نوار غزه به او واگذار شد. وقتی نیروهای امنیتی اسرائیل تعقیب فداییان را تشدید کردند، او پنهان شد و با احتیاط کامل به فعالیت‌هایش ادامه داد. گروه‌های او عملیات‌های متعددی انجام دادند؛ کسانی را که با مقامات اسرائیل همکاری می‌کردند هدف قرار دادند، خطوط راه‌آهن را منفجر کردند، برخی از کارخانه‌های اسرائیلی را بمباران کردند و به گشتی‌ها، وسایل نقلیه و سربازان اسرائیلی حمله کردند. سرلشکر عُرابی محمّد کلوب دربارهٔ او گفته است: «او با روحیه‌ای پویا و خستگی‌ناپذیر، انقلابیون و مبارزان همرزم خود را رهبری می‌کرد. توانست به سرعت تشکیلات سیاسی و نظامی ایجاد کند، کمیته‌های کارگری، زنان و اجتماعی را تأسیس کند و به خانواده‌های شهدا رسیدگی کند… توانست اعتماد مردم غزه را جلب کند و با سازماندهی تظاهرات و اعتصابات، با توطئه‌های صهیونیستی برای آواره کردن ساکنان این نوار مقابله کرد. او همچنین خائنین و همدستان را پس از محاکمه عادلانه و هشدارهای مکرر به آنها مبنی بر عدم پافشاری بر خیانتشان، مجازات کرد و شعار دادگاه انقلاب را تعیین کرد: انقلاب ظلم نمی‌کند، اما رحم هم ندارد.»
محمد الاسود در اواخر دههٔ ۱۹۶۰ و اوایل دههٔ ۱۹۷۰ به شهرت رسید. توافق شده بود که محمد الاسود به عنوان یک چهرهٔ شناخته‌شده ظاهر نشود، بنابراین نام چه گوارا برای او انتخاب شد و او با لقب «چه گوارای غزه» معروف شد. او یک ملی‌گرای عرب بود که تحت تأثیر تجربیات جنبش‌های جهانی، مانند جنبش‌های ویتنام و کره، قرار داشت. او در عملیات نظامی متعددی شرکت داشت و مسئول مستقیم کشته و زخمی شدن تعدادی از سربازان اسرائیلی بود. موشه دایان، وزیر دفاع وقت اسرائیل دربارهٔ او گفته است: «ما روزها بر غزه حکومت می‌کنیم و چه گوارا شب‌ها بر آن».
ساعت ۵:۳۰ صبح ۸ مارس ۱۹۷۳ (در برخی منابع ۹ مارس)، نیروهای اسرائیلی به خانهٔ دکتر راشد مسمار در محلهٔ الرمال غزه حمله کردند و تونلی را کشف کردند که سه فدایی در آن پنهان شده بودند. نبردی بین فدائیان و سربازان اسرائیلی در داخل آن رخ داد که با کشته شدن سه فدائی به پایان رسید. معلوم شد که آنها محمد محمود الاسود و دو همراهش، کامل العصمی (۲۵ ساله) و عبدالهادی حایک (۳۵ ساله)، از اعضای جبهه بودند. از او به عنوان «شهید» نام برده می‌شود.